# Kosai
Kosai (Japans: 湖西市, Kosai-shi) is een havenstad in de prefectuur Shizuoka in Japan. Na het samengaan met Arai (23 maart 2010) is de oppervlakte van deze stad is 86,65 km² en heeft de stad bijna 61.000 inwoners.

## Geschiedenis
In de Edoperiode was de Shirasuka-juku (白須賀宿, Shirasuka-juku) was de 32e halteplaats van de Tōkaidō.
De gemeente Kosai ontstond op 1 april 1955 uit een fusie van twee gemeentes, waaronder Shirasuka, en drie dorpen.
Kosai werd op 1 januari 1972 een stad (shi).
Op 23 maart 2010 werd de gemeente Arai van het district Hamana aangehecht bij Kosai. Het district Hamana verdween na deze fusie.

## Verkeer
Kosai ligt aan de Tōkaidō-hoofdlijn van de Central Japan Railway Company en aan de Tenryū Hamanako-lijn, de enige lijn van de Tenryū Hamanako Spoorweg.
Kosai ligt aan de nationale autowegen 1, 42 en 301.

## Stedenband
Kosai heeft van Arai een stedenband overgenomen met
- Geraldton, Australië

## Aangrenzende steden
- Hamamatsu
- Toyohashi

## Geboren in Kosai
- Sakichi Toyoda (豊田 佐吉, Toyoda Sakichi), uitvinder en mede-oprichter van Toyota Industrie, de voorloper van Toyota
- Yasuji Miyazaki (宮崎康二, Miyazaki Yasuji), zwemmer